# Jakob Pieter Scheltens
Jakob Pieter Scheltens (Appingedam, 20 oktober 1919 - Leiden, 10 september 1996) was een Nederlandse hoogleraar fiscaal en notarieel recht aan de Rijksuniversiteit Leiden.

## Biografie
Jaap Scheltens bezocht de Rijks-HBS in Appingedam en volgde daarna in Groningen de opleidingen voor de belastingdienst en voor het notariaat. Vervolgens studeerde hij belastingrecht aan de Gemeente Universiteit (GU) te Amsterdam. Zijn monografie over Navordering bij directe en andere belastingen werd in 1956 bekroond met de erepenning van de GU.
Hij was sinds 1946 werkzaam bij de Belastingdienst, laatstelijk als belastinginspecteur te Haarlem. Ook werkte hij enige tijd bij het Ministerie van Financiën. In 1961 stapte hij over naar het bedrijfsleven als fiscaal adviseur van de verzekeringsmaatschappij De Nederlanden van 1845 (later Nationale-Nederlanden).
In 1970 promoveerde Scheltens bij promotor A.J. van Soest aan de Universiteit van Amsterdam op een dissertatie die gewijd was aan een deelonderwerp uit zijn hoofdwerk De Algemene Wet inzake rijksbelastingen. Zijn benoeming tot hoogleraar in Leiden volgde in 1971. Zijn leeropdracht bestond uit belastingen van rechtsverkeer (overdrachtsbelasting en de toenmalige kapitaalsbelasting) en successie- en schenkingsrecht. Hij combineerde dit ambt met dat van raadsheer-plaatsvervanger bij het Gerechtshof Amsterdam. Na zijn emeritaat in 1984 publiceerde hij vele annotaties bij arresten op het gebied van fiscaal en notarieel recht.

## Publicaties (selectie)
- Navordering bij directe en andere belastingen. Uitg. Kluwer, Deventer-Antwerpen, 1957.
- met A.M. Vroom: De commanditaire vennootschap in het private- en fiscale recht. Uitg. Tjeenk Willink, Zwolle, 1957.
- De verhoging bij navordering van belastingen. Uitg. Kluwer, Deventer-Antwerpen, 1959.
- Omslag van belasting over echtgenoten en mede-aansprakelijkheid. Uitg. FED, Amsterdam, 1966.
- De inkomstenbelasting als aanslagbelasting. Uitg. FED, Amsterdam, 1967.
- De Algemene Wet inzake rijksbelastingen. Uitg. Gouda Quint-Brouwer, Arnhem, 1969.
- Belastingschuld en heffingsmethoden (Dissertatie Gemeente Universiteit Amsterdam). Uitg. Gouda Quint-Brouwer, Arnhem, 1970.
- Internationalisering van nationaal internationaal belastingrecht (Inaugurele rede Rijksuniversiteit Leiden). Uitg. Gouda Quint-Brouwer, Arnhem, 1972.
- Pensioenvoorzieningen. Uitg. Kluwer, Deventer, 1972.
- met L.J.M. de Leede: Het sociale verzekeringsrecht en het belastingrecht in het administratieve recht: preadviezen. Uitg. Tjeenk Willink, Groningen, 1973.
- met Han van Soest en Ch.P.A. Geppaart: De directe werking van rechtsbeginselen in het stellige belastingrecht. Uitg. FED, Amsterdam, 1973.
- Het bestaansrecht van een fiscaalrechtelijke leer van fraus legis, in: A.K.P. Jongsma & J. Verburg (red.): Cyns en dyns. Opstellen aangeboden aan Prof. mr. H.J. Hofstra. Uitg. Kluwer, Deventer, 1975.

Diverse auteurs
- J.F.M. Giele (red.):Van wet naar recht. Opstellen aangeboden aan Prof. mr. J.P. Scheltens. Uitg. Kluwer, Deventer, 1984.